# Päpstliche Lateranuniversität
Die Päpstliche Lateranuniversität (lat.: Pontificia Universitas Lateranensis, ital.: Pontificia Università Lateranense) ist eine Universität päpstlichen Rechts und hat ihren Sitz in der Stadt Rom.

## Geschichte
1773 wurde die Fakultät für Theologie und Philosophie des Collegio Romano durch Papst Clemens XIV. gegründet und bildete damit die Ausbildungsstätte für den Klerus des Bistums Rom, nachdem die Päpstliche Universität Gregoriana mit der Aufhebung des Jesuitenordens im selben Jahr vorübergehend geschlossen wurde. 1824 wurde der Sitz der Fakultät durch Papst Leo XII. in den Palazzo di Sant'Apollinare verlegt und dort 1853 durch Pius IX. zusätzlich die Fakultät für Kanonisches Recht und Zivilrecht errichtet sowie das Päpstliche Institut utriusque iuris (lateinisch: beider Rechte, also des Zivilrechts und des Kirchenrechts) gegründet.
Der Sitz der mittlerweile als Athenaeum Lateranense bezeichneten Bildungseinrichtung wurde 1958 durch Pius XII. an ihren heutigen Standort verlegt und zusätzlich ein Päpstliches Pastoralinstitut gegründet. Johannes XXIII. verlieh der Hochschule schließlich am 17. Mai 1959 mit dem Motu Proprio Cum inde den Namen „Päpstliche Lateranuniversität“. 1981 ließ Papst Johannes Paul II. an der Universität das „Institut für Studien über Ehe und Familie“ gründen, das das Recht besitzt, akademische Grade „iure proprio“ zu verleihen. Sowohl Johannes Paul II. als auch Benedikt XVI. unterstrichen bei Besuchen die Bedeutung der Lateranuniversität als „Universität des Papstes“ in seiner Eigenschaft als Bischof von Rom. Dementsprechend wird das Amt des Großkanzlers regelmäßig vom Kardinalvikar ausgeübt.

## Organisation
Am 1. August 2023 ernannte Papst Franziskus den Ordensgeistlichen und Moraltheologen Alfonso V. Amarante CSsR zum Rektor der Universität. Er ist der Nachfolger des Völkerrechtlers Vincenzo Buonomo, der erster Laie in dieser Position war. Für die administrative und wirtschaftliche Leitung sowie die Ausarbeitung von entsprechenden Entwicklungsplänen wurde ihm von Papst Franziskus als geschäftsführende Direktorin Sabrina Di Maio zugeordnet.
Ab Herbst 2023 sollte das neue Leitungsteam einen Strategieplan ausarbeiten, um die Lateranuniversität zu einem Vorreiter unter den kirchlichen und weltlichen Universitäten zu machen. In den Koordinationsrat der Universität berief der Papst die zum Teil aus der Wirtschafts- und Vermögensverwaltung der römischen Kurie kommenden Experten Stefano Fralleoni, Marina Roveraro, Paolo Nusiner und Luigi Michele de Palma. Darüber hinaus soll sich der neue Rektor, so das päpstliche Begleitschreiben, um die Eingliederung der Lateranuniversität in die vom Papst Franziskus geplante Neustrukturierung der Päpstlichen Universitäten und Akademien kümmern.
Seit November 2024 gehören dem Koordinationsrat neben dem Rektor aus der Universitätsleitung der Pro-Rektor Riccardo Ferri, Geschäftsführerin Sabrina Di Maio und Generalsekretärin Immacolata Incocciati an. Zu weiteren Mitgliedern des Rates berief der Papst Roberto Campisi, Luis Herrera Tejedor, Paolo Nusiner, Stefano Fralleoni, Aldo Fumagalli, Giacomo Ghisani und den Journalisten Mimmo Muolo.

## Fakultäten
Die Universität gliedert sich zurzeit in vier Fakultäten und zwei Institute:
- Fakultät für Philosophie
- Fakultät für Katholische Theologie
- Fakultät für Kanonisches Recht
- Fakultät für Zivilrecht
- Institut Utriusque Iuris
- Pastoralinstitut Redemptor Hominis

sowie
- Accademia Alfonsiana

## Zahlen zu den Studierenden und den Dozenten
Von den 1.868 Studierenden im Jahr 2021 studierten 338 Theologie (18,1 %), 96 Philosophie (5,1 %), 358 Kirchenrecht (19,2 %), 314 Zivilrecht (16,8 %), 144 beide Rechtsgebiete und 34 Friedenswissenschaften (1,8 %). 278 hatten sich 2021 neu eingeschrieben, davon 84 in Theologie (30,2 %) und 69 in Kirchenrecht (24,8 %), und 246 hatten 2021 einen Abschluss erreicht. 63 Dozenten unterrichteten Theologie, 22 Philosophie, 31 Zivilrecht.
2004 waren es etwa 2500 Studierende gewesen.

## Rektoren
- bis 1932 Roberto Ronca (1901–1977)
- 1932–1957: Pio Paschini (1878–1962)
- 1957–1969: Antonio Piolanti (1911–2001)
- 1969–1973: Pietro Pavan
- 1974–1982: Franco Biffi
- 1982–1991: Pietro Rossano (1923–1991)
- 1991–1995: Umberto Betti OFM (1922–2009)
- 1995–2002: Angelo Scola (* 1941)
- 2002–2010: Rino Fisichella (* 1951)
- 2010–2018: Enrico dal Covolo SDB (* 1950)
- 2018–2023: Vincenzo Buonomo (* 1961)
- seit 2023: Alfonso V. Amarante CSsR